# Carilephia moninna
Carilephia moninna là một loài bướm đêm thuộc phân họ Arctiinae, họ Erebidae.